# Åbo och Björneborgs läns kavalleriregemente
Åbo och Björneborgs läns kavalleriregemente – fiński regiment rajtarii w składzie wojsk szwedzkich m.in. okresu II wojny północnej (1655–1660). Swoją nazwę wziął od prowincji Turku (szw. Åbo) i Pori (szw. Björneborg).
W sierpniu 1655 liczył 1065 żołnierzy, a jego pułkownikiem był Eric Kruse.